# Телешівська сільська рада
| Телешівська сільська рада — колишній орган місцевого самоврядування у Рокитнянському районі Київської області з адміністративним центром у с. Телешівка. Історична дата утворення: в 1918 році. Водоймища на території, підпорядкованій даній раді: річка Гороховатка. Сільській раді підпорядковані населені пункти: - с. Телешівка |

## Склад ради
Рада складається з 16 депутатів та голови.

### Керівний склад ради
| ПІБ                           | Основні відомості                                            | Дата обрання | Дата звільнення |
| ----------------------------- | ------------------------------------------------------------ | ------------ | --------------- |
| Гіглавий Василь Володимирович | Сільський голова, 1955 року народження, освіта, безпартійний | 26.03.2006   | 31.10.2010      |

Примітка: таблиця складена за даними джерела